# Alice in Wonderland (videogioco 2010)
Alice in Wonderland è un videogioco d'azione pubblicato da Disney Interactive Studios, basato sull'omonimo film e pubblicato il 2 marzo 2010 per Wii, Nintendo DS, Microsoft Windows e Zeebo nella stessa settimana della presentazione del film. Il gioco venne annunciato il 23 luglio 2009 e la colonna sonora è stata realizzata dal compositore di musiche per videogiochi Richard Jacques.
Gli attori che hanno ripreso i loro ruoli dal film includono Mia Wasikowska (come Alice Kingsleigh) , Crispin Glover (come Ilosovic Stayne, il Fante di Cuori), Michael Sheen (come Nivens McTwisp il Coniglio Bianco), Barbara Windsor (come Mallymkun il Ghiro), Stephen Fry (come Cheshire) e Leo Bill (come Hamish Ascot).

## Modalità di gioco

### Wii
Il gioco dà la possibilità di intraprendere una campagna singola o multigiocatore locale e per iniziarla è necessario uno (o più) dispositivo Nunchuck. Come nel film, il gioco prende luogo dieci anni dopo la prima avventura di Alice nel Paese delle Meraviglie, ora devastato da quando la Regina Rossa ha ottenuto la corona di Sottomondo governando con il terrore dalla sua Rocca Tetra. La mappa è suddivisa in diversi ambienti tutti collegati tra loro tramite la sala principale e diverse porte in grado di teletrasportare i personaggi. I giocatori dovranno aiutare la protagonista a salvare il mondo proteggendola dai soldati della regina rossa e risolvendo intricati enigmi utilizzando cinque personaggi chiave con abilità speciali:
- Bianconiglio: Altera il tempo o rallenta i nemici
- Leprotto Marzolino: Usa la telecinesi per spostare oggetti e nemici
- Malimkumn (Ghiro): Attacca i nemici con letali colpi di spada e riflessi fulminei
- Stregatto: Utilizza l'invisibilità per far comparire e scomparire oggetti
- Cappellaio Matto: Crea illusioni ottiche distorcendo gli oggetti tramite un apposito podio.

Questi personaggi possono essere migliorati raccogliendo stelle distruggendo diverse piante, strutture o aprendo i vari bauli o interagendo con vari oggetti nella mappa. Inoltre i giocatori hanno la possibilità di utilizzare il Filo di Alice per orientarsi durante la missione e possono richiamarla in caso rimanga indietro durante il viaggio.

## Accoglienza
Il gioco ha ricevuto un'accoglienza per lo più positiva al momento del rilascio. GameRankings e Metacritic gli hanno assegnato un punteggio di 78,82% e 78 su 100 per la versione DS 70,50% e 69 su 100 per la versione Wii e 63 su 100 per la versione per PC.
Michael Lafferty di GameZone ha assegnato alla versione Wii del gioco un punteggio di 7,5 su 10, dicendo: "Graficamente questo gioco ha un buon punteggio, e sebbene il gameplay complessivo non sia mai stato sperimentato prima, il gioco ha ancora un bel ritmo. È quello che è: un adattamento videoludico di un film, leggermente insolito, ma accessibile." D'altra parte, GameSpot ha assegnato al gioco un punteggio "discreto" di 6 su 10. Ha notato che alcuni meccanismi dei puzzle e la "varietà" del gioco erano punti positivi, mentre i combattimenti ripetitivi, la cattiva recitazione vocale, le irregolarità visive e il multiplayer scadente erano punti negativi. In confronto, la versione DS del gioco è andata bene, ottenendo un punteggio di 8,5 su 10 o "Ottimo". Per il DS, GameSpot ha criticato il combattimento e l'occasionale esperienza di non sapere cosa fare dopo. Tuttavia, GameSpot ha elogiato la "direzione visiva", gli enigmi, la caratterizzazione, l'umorismo, l'intelligenza e le funzionalità DSi.